# Hodgesiella rebeli
Hodgesiella rebeli ist ein Schmetterling (Nachtfalter) aus der Familie der Prachtfalter (Cosmopterigidae).

## Merkmale
Die Falter erreichen eine Flügelspannweite von 9 bis 11 Millimeter. Kopf und Stirn (Frons) glänzen weiß, der Scheitel (Vertex) ist grau. Der Kopf ist hinten und an den Seiten dunkelbraun. Die Fühler glänzen dunkelbraun und sind weiß geringelt. Das letzte Fünftel ist weiß. Thorax und Tegulae glänzen dunkelbraun. Die Vorderflügel glänzen ebenfalls dunkelbraun und sind mit drei glänzend weißen, gelb gerandeten Binden gezeichnet. Die basale und die mittlere Binde stehen senkrecht zur Costalader oder verlaufen leicht schräg nach innen. Die apikale Binde ist an der Costalader leicht nach außen gekrümmt. Die beiden äußeren Binden verjüngen sich in Richtung des Flügelinnenrandes. Die Fransenschuppen sind gräulich braun. Die Hinterflügel glänzen hellgrau. Die ersten drei Segmente des Abdomens sind nahezu glänzend weiß, die übrigen Segmente glänzen grau.
Bei den Männchen ist das rechte Brachium parallelwandig und hat einen verbreiterten und flachen Apex. Das linke Brachium ist gerade und verjüngt sich distal. Die Valven sind gelappt. Die rechte Valvella ist dreieckig und spitz. Der Aedeagus ist einschließlich des röhrenförmigen Teils gerade und hat einen spitz zulaufenden Apex.
Bei den Weibchen sind die Apophyses posteriores dreimal so lang wie die Apophyses anteriores. Das Sterigma ist parallelwandig und verjüngt sich vorn abrupt. Es ist stark sklerotisiert. Der Ductus bursae ist ebenso lang wie das Corpus bursae. Das Corpus bursae ist eiförmig und hat einen sehr breiten länglichen Fortsatz. Die beiden Signa haben die Form eines kleinen Dorns und sind von einem unregelmäßig geformten sklerotisierten Fleck umgeben.
Die Raupen sind 11 bis 12 Millimeter lang und in der Mitte 1 bis 3 Millimeter dick. Sie sind wachsgelb oder rosarot und unbehaart. Der Kopf und das geteilte Nackenschild glänzen schwarz. Unter dem Nackenschild liegt auf beiden Seiten ein schwarzer Punkt. Die Füße sind ebenso gefärbt wie der Raupenkörper, nur die Krallenfüße sind an der Spitze hell hornbraun. Auf der Bauchseite liegen in der Mitte auf den ersten zehn Gliedern je ein lichtbrauner länglicher Fleck.

### Ähnliche Arten
Ähnliche Arten sind Hodgesiella rhodorrhisiella und Hodgesiella christophi. Die Unterscheidungsmerkmale sind in den jeweiligen Artartikeln aufgeführt.

## Verbreitung
Hodgesiella rebeli ist auf der Balkanhalbinsel (Albanien, Kroatien, Mazedonien, Griechenland), in Italien, Ungarn und Rumänien verbreitet.

## Biologie
Die Raupen minieren in den Blättern der Kantabrischen Winde (Convolvulus cantabricus) und der Eibischblättrigen Winde (Convolvulus althaeoides). Die Mine beginnt als Fraßgang und wird schnell zu einer Platzmine, die durch das innere Gespinst längs zusammengezogen ist. Der Raupenkot wird im gangartigen Bereich der Mine abgelegt. Die Falter fliegen von Mai bis Juli.

## Belege
1. 1 2 3 4 5 6  J. C. Koster, S. Yu. Sinev: Momphidae, Batrachedridae, Stathmopodidae, Agonoxenidae, Cosmopterigidae, Chrysopeleiidae. In: P. Huemer, O. Karsholt, L. Lyneborg (Hrsg.): Microlepidoptera of Europe. 1. Auflage. Band 5. Apollo Books, Stenstrup 2003, ISBN 87-88757-66-8, S. 164 (englisch).
2. ↑  W. Krone (1905): Neues über Microlepidopteren. Jahresbericht des Wiener Entomologischen Vereins 16: S. 83–85 (PDF)
3. ↑  Hodgesiella rebeli bei Fauna Europaea. Abgerufen am 14. März 2012